# Список вымираний птиц по годам
Точность этих дат вымирания птиц сильно варьируется от одной записи к другой.

## 16 век
1500-е
- Моа (Emeus crassus)[1]
- Моа (Pachyornis australis)[1]

## 17 век
1650
- Маврикийский чубатый попугай (Lophopsittacus mauritianus)[1]

1680
- Рыжий маврикийский пастушок (Aphanapteryx bonasia)[1]

1681
- Маврикийский дронт (Raphus cucullatus)[1]

1690
- (Alopochen kervazoi)
- Маврикийская утка (Anas theodori)

## 18 век
1700-е
- Эпиорнисовые (Aepyornis maximus)[1]
- Пастушок Легата (Erythromachus leguati)[1]
- (Mascarenotus sauzieri)[1]
- Родригесский дронт (Pezophaps solitaria)[1]

1722
- Гваделупский аратинга (Aratinga labati)[1]

1750
- Мартиникский амазон (Amazona martinicana)[1]
- Фиолетовый амазон (Amazona violacea)[1]

1760
- Ara guadeloupensis

1765
- Красный ямайский ара (Ara gossei)[1]

1776
- Реюньонский фоди (Foudia bruante)[1]

1777
- Улиетанский какарики (Cyanoramphus ulietanus)

1780
- Буллеров скворец (Aplonis mavornata)[1]
- (Aplonis ulietensis)[1]
- Родригесский дронт (Pezophaps solitaria)[1]

1793
- (Eclectus infectus)

## 19 век
1800-е
- Жёлто-зёленый доминиканский ара (Ara atwoodi)[1]
- (Gallicolumba ferruginea)[1]
- Амстердамская утка (Mareca marecula)
- (Necropsittacus rodericanus)[1]
- Таитянская помарея (Pomarea nigra) (подвид)[1]
- (Prosobonia ellisi)[1]
- Таитянский песочник (Prosobonia leucoptera)[1]
- Реюньонский кольчатый попугай (Psittacula eques)[1]
- Королевский гриф (Sarcoramphus papa)[1]

1801
- Новозеландский плодоядный голубь Норфолка (Hemiphaga novaeseelandiae spadicea)[1]

1825
- Буроспинный дрозд (Myadestes obscurus) (подвид)[1]

1826
- Маврикийский синий голубь (Alectroenas nitidissimus)[1]

1827
- Вороний аплонис (Aplonis corvina)[1]

1828
- Бонинский земляной дрозд (Zoothera terrestris)[1]

1830
- (Carpodacus ferreorostris)[1]
- Эму острова Кенгуру (Dromaius novaehollandiae baudinianus) (подвид)[1]
- Белая султанка (Porphyrio albus)[1]

1837
- Мохо-оаху, (Moho apicalis)[1]

1840
- Диффенбахов пастушок (Gallirallus pacificus)[1]
- Маскаренский попугай (Mascarinus mascarinus)[1]

1842
- Зелёно-жёлтый ямайский ара (Ara erythrocephala)[1]

1844
- Бескрылая гагарка (Pinguinus impennis)[1]

1850-е
- Киоеа (Chaetoptila angustipluma)[1]
- Таитянский какарики (Cyanoramphus zealandicus)[1]
- Тасманийский эму (Dromaius novaehollandiae diemenensis) (подвид)[1]
- Маскаренский хохлатый скворец (Fregilupus varius)[1]
- (Mascarenotus murivorus)[1]
- Лесной малый моа (Megalapteryx didinus)[1]
- Стеллеров баклан (Phalacrocorax perspicillatus)[1]
- Кусаиенский погоныш (Porzana monasa)[1]

1851
- Тонкоклювый нестор, (Nestor productus)[1]

1853
- Белогорлый голубь Лорд-Хау (Columba vitiensis godmanae) (подвид)[1]

1859
- Ямайский малый козодой, (Siphonorhis americana)[1] a nightjar

1860
- Новокаледонский лори (Charmosyna diadema)[1]

1864
- Кубинский ара (Ara tricolor)[1]

1869
- Краснолобый прыгающий попугай (Cyanoramphus novaezelandiae)[1]

1870
- Гималайская куропатка (Ophrysia superciliosa)[1]

1873
- Самоанская камышница (Gallinula pacifica)[1]

1874
- Серая утка (Anas strepera couesi) (подвид)[1]

1875
- Лабрадорская гага (Camptorhynchus labradorius)[1]
- Новозеландский перепел (Coturnix novaezelandiae)[1]

1879
- (Nycticorax caledonicus crassirostris)[1]

1880
- Полосатый пастушок Маккуори (Gallirallus philippensis macquariensis) (подвид)[1]
- Родригесский ожереловый попугай (Psittacula exsul)[1]

1881
- Ямайский одноцветный пастушок (Amaurolimnas concolor concolor) (подвид)[1]
- Сейшельский кольчатый попугай (Psittacula wardi)[1]

1884
- Гавайский погоныш (Porzana sandwichensis)[1]

1887
- Микронезийская альциона Рюкю (Todiramphus miyakoensis) (подвид)[1]

1890
- Прыгающий попугай Маккуори (Cyanoramphus erythrotis)[1]
- Тристанская камышница (Gallinula nesiotis)[1]
- Желтогорлая гавайская серпоклювка (Hemignathus lucidus)[1]
- Большая комосская совка (Otus pauliani)[1]

1891
- Желтоголовая вьюрковая цветочница (Rhodacanthis flaviceps)[1]

1892
- Пальмовая гавайская цветочница (Ciridops anna)[1]
- (Psittacara maugei)[1]
- (Thryomanes bewickii)[1]

1894
- (Akialoa lanaiensis)[1]
- Большеклювая вьюрковая цветочница (Chloridops kona)[1]

1895
- (Poodytes rufescens)[1]

1896
- Оранжевогрудая вьюрковая цветочница (Rhodacanthis palmeri)[1]

1898
- Желтогузая цветочница-мамо, (Drepanis pacifica)[1]

1899
- Пуэрто-риканский амазон (Amazona vittata)[1]

## 20 век
1900-е
- Кроличий сыч (Athene cunicularia) (подвид)[1]
- Чатемский пастушок (Cabalus modestus)[1]
- Гуадалупская каракара (Caracara lutosa)[1]
- Бонинский голубь (Columba versicolor)[1]
- Таитянский красноклювый пастушок (Gallirallus pacificus)[1]
- Красноголовая снегирёвая овсянка (Loxigilla portoricensis grandis) (подвид)[1]
- Белолицая смеющаяся сова (Sceloglaux albifacies albifacies) (подвид)[1]
- Краснолицая смеющаяся сова (Sceloglaux albifacies rubifacies) (подвид)[1]
- Домовой крапивник (Troglodytes aedon) (подвид)[1]
- Кустарниковый новозеландский крапивник (Xenicus longipes)[1]

1901
- Большая гавайская древесница (Viridonia sagittirostris)[1]

1904
- Желтоухий мохо (Moho bishopi))[1]

1906
- (Anthornis melanocephala)[1]
- Золотой шилоклювый дятел (Colaptes auratus) (подвид)[1]

1907
- Чёрная цветочница-мамо (Drepanis funerea)[1]
- Разноклювая гуйя (Heteralocha acutirostris)[1]

1908
- Фернандесский огненношапочный колибри (Sephanoides fernandensis) (подвид leyboldi)

1910
- Каролинский попугай (Conuropsis carolinensis) (подвид ludovicianus)[1]
- Оклендский крохаль (Mergus australis)[1]
- Хохлатый толстоклювый голубь (Microgoura meeki)[1]
- Болотный гракл (Quiscalus palustris)

1911
- Гуадалупская качурка (Oceanodroma macrodactyla)[1]

1914
- Каролинский попугай (Conuropsis carolinensis) (подвид carolinensis)[1]
- Странствующий голубь (Ectopistes migratorius)[1]
- Лесной сыч (Heteroglaux blewitti)[1]

1916
- Хохлатая пеганка (Tadorna cristata)[1]

1918
- Вьюрковая гавайская цветочница Мунро (Dysmorodrepanis munroi)

1920
- Гавайская камышовка (Acrocephalus familiaris) (подвид familiaris)[1]
- Мадагаскарская кукушка Делаланда (Coua delalandei)[1]
- (Gerygone insularis)[1]
- Горный дрозд (Turdus poliocephalus) (подвид vinitinctus)[1]

1923
- (Himatione fraithii)[1]
- Серебряная белоглазка (Zosterops lateralis) (подвид tephropleurus)[1]

1924
- Серая веерохвостка (Rhipidura fuliginosa) (подвид cervina)[1]
- Розовоголовая утка (Rhodonessa caryophyllacea)[1]

1925
- Норфолкский аплонис (Aplonis fusca) (подвид hulliana)[1]

1927
- Райский плоскохвостый попугай (Psephotus pulcherrimus)

1928
- Ливерпульский голубь (Caloenas maculata)

1929
- Средняя канадская казарка (Branta hutchinsii leucopareia)

1930
- (Loxops wolstenholmei)[2]

1931
- Буроспинный дрозд (Myadestes obscurus) (подвид)[1]

1932
- Серо-голубой гиацинтовый ара (Anodorhynchus glaucus)
- Вересковый тетерев (Tympanuchus cupido cupido)[1]

1934
- Благородный мохо (Moho nobilis)[1]

1936
- Буроспинный дрозд (Myadestes obscurus) (подвид)[1]

1937
- (Paroreomyza montana) (подвид montana)[1]

1940
- (Akialoa ellisana)[1]
- (Akialoa obscura)[1]

1941
- Сирийский страус (Struthio camelus syriacus)[1]

1944
- Лайсанский погоныш (Porzana palmeri)[1]

1945
- Уэйкский пастушок (Gallirallus wakensis)[1]

1950
- Императорский дятел (Campephilus imperialis)[1]
- Мадагаскарский змееяд (Eutriorchis astur)[1]
- (Eurostopodus exsul)
- Ямайский цветной трупиал (Icterus leucopteryx) (подвид bairdi)

1952
- Желтоклювая шилохвость (Anas georgica) (подвид niceforoi)

1959
- Серый чирок (Anas gracilis) (подвид remissa)

1963
- Какавахие (Paroreomyza flammea)

1965
- (Hemignathus hanapepe) (подвид)[1]
- (Nesoclopeus poecilopterus)[1]
- Кустарниковый новозеландский крапивник (Xenicus longipes) (подвид)[1]

1969
- (Akialoa stejnegeri) (подвид)[1]

1971
- Домовой крапивник (Troglodytes aedon) (подвид)[1]

1974
- Голубой ара (Cyanopsitta spixii)

1980
- Марианская кряква (Anas oustaleti)
- Эскимосский кроншнеп (Numenius borealis)[1]
- Багамский пеночковый певун (Vermivora bachmanii)

1987
- Чешуегорлый мохо (Moho braccatus)

1988
- Гавайская древесница-акепа (Loxops coccineus)[2]

1990
- (Ammodramus maritimus) (подвид nigrescens)
- (Paroreomyza maculata)
- Атитланская поганка (Podilymbus gigas)
- Попугайная цветочница (Psittirostra psittacea)
- Желтобрюхая овсянка (Sporophila nigricollis)

1995
- (Hemignathus affinis)

1998
- (Hemignathus hanapepe)

## 21 век
2004
- Чернолицая гавайская цветочница (Melamprosops phaeosoma)

2010
- Карликовая поганка (Tachybaptus rufolavatus)